# Shirkers
Shirkers è un film documentario del 2018 diretto da Sandi Tan.
La pellicola ripercorre la vicenda della realizzazione di un film indipendente girato da tre ragazze a Singapore nel 1992 che poi non venne mai distribuito, dal titolo Shirkers, vale a dire "scansafatiche". La regista è proprio una delle tre autrici del film originale insieme a Jasmine Ng e Sophia Siddique, nonché la protagonista dello stesso.

## Trama
Nell'estate del 1992, Sandi Tan, con le amiche Jasmine Ng e Sophia Siddique, gira un film indipendente, con l'ausilio di Georges Cardona, un uomo con esperienze di riprese anche cinematografiche.
La pellicola, di cui vengono mostrati numerosi spezzoni, era incentrata sull'avventura on the road di una giovane intenzionata ad uccidere un certo numero di persone. In realtà gli omicidi erano solo "figurati" e il viaggio avventuroso è una scusa per presentare una serie di personaggi e situazioni che si succedono in maniera apparentemente casuale e che raccontano molto della Singapore contemporanea.
L'intero girato venne poi preso in consegna da Cardona, mentre le tre amiche autrici, alla fine dell'estate, ripresero la loro strada di studentesse, sparse per il mondo.
Anziché completare il lungometraggio con il suo montaggio, secondo gli accordi, Cardona scomparve con tutto il registrato, lasciando il progetto a metà.
Solo nel 2011 la vedova di Cardona, morto 4 anni prima, informò Tan di essere in possesso di tutte le riprese del loro film, mancanti però dell'audio.
Così Tan non avendo senso riproporre il film, sia per gli anni passati sia per l'assenza dell'audio, decise di far un documentario che ne raccontasse la lavorazione, intervistando, a 23 anni di distanza, molte delle persone coinvolte.

## Riconoscimenti
- 2018 – Sundance Film Festival
  - World Cinema Directing Award: Documentary a Sandi Tan
- 2018 – Los Angeles Film Critics Association
  - Miglior documentario
- 2018 – Florida Film Critics Circle
  - Miglior documentario
- 2018 – Philadelphia Film Festival
  - Miglior documentario